# Drukweerstand

Waar de drukverdeling bij een potentiaalstroming symmetrisch is, zorgt frictie voor een asymmetrische drukverdeling en daarmee een resulterende kracht

Drukweerstand RP of vormweerstand is het deel van de totale weerstand dat ontstaat doordat de drukverdeling rond een voortbewogen lichaam asymmetrisch wordt doordat de vloeistof enige wrijving of viscositeit bezit. De viscositeit zorgt ook voor de wrijvingsweerstand. Daarnaast treedt bij aan de oppervlakte varende schepen ook golfweerstand op.
D'Alembert was in 1752 de eerste die stelde dat deeltjes niet botsen met een lichaam – zoals Newton had aangenomen in zijn Principia – maar deze omstromen, waarbij de versnelling die voortkomt uit de continue richtingsverandering een druk uitoefent op het lichaam, waarbij de dynamica te beschrijven is als een veld. In een ideale vloeistof zou er volgens de hydrodynamische paradox geen drukweerstand zou zijn, omdat de druk voor het lichaam gelijk is aan die achter het lichaam. Doordat elke vloeistof in werkelijkheid enige wrijving of viscositeit heeft, is dit niet het geval.

## Grenslaag
Ludwig Prandtl kwam in 1904 met de theorie dat er een grenslaag ontstaat, waarbij de vloeistofdeeltjes direct aan de huid de snelheid van de cilinder aannemen. Hierdoor gaat er stromingsenergie verloren, zodat de constante van Bernoulli afneemt. Hierdoor neemt de druk verder naar achteren af, tot deze zo laag wordt dat de kinetische energie van de vloeistofdeeltjes onvoldoende is om door te dringen in het hoge-drukveld aan de achterzijde. Hierdoor treedt loslating op, waarbij achter het loslatingspunt wervelingen optreden die de druk omlaag brengen. Er ontstaat een drukverschil tussen de voor- en achterkant, met de drukweerstand tot gevolg. De drukweerstand is daarmee afhankelijk van de vorm – vormweerstand – en van de loslating van de grenslaag – wervelweerstand.
De vormweerstand is slechts afhankelijk van de dwarsdoorsnede van het lichaam dat dwars op de stroomrichting staat:
{\displaystyle R_{P}=\int p\cdot dA\cdot sin\alpha }